# Mošovský potok
Mošovský potok – potok w Kotlinie Turczańskiej na Słowacji będący lewym dopływem strumienia Čierna voda. Wypływa na wysokości około 550 m na podmokłej łące u zachodnich podnóży szczytu Malinie (826 m) w Wielkiej Fatrze. Opływa od południowej strony wzniesienie Krieslo (588 m) i płynie w kierunku północno-zachodnim do miejscowości Mošovce. Jeszcze przed jej zabudowaniami z prawej strony uchodzi do niego potok Rybník. Następnie Mošovský potok przepływa uregulowanym hydrotechnicznie korytem przez Mošovce. W ich obrębie płynie dwoma korytami; jest to koryto główne oraz tzw. Horný Potok, który w przeszłości służył do napędzania koła młyńskiego. Po opuszczeniu zabudowanego obszaru wsi płynie w kierunku północno-zachodnim przez pola uprawne Kotliny Turczańskiej przepływając pod drogą krajową nr 65. Uchodzi do Čiernej vody na wysokości 452 m.

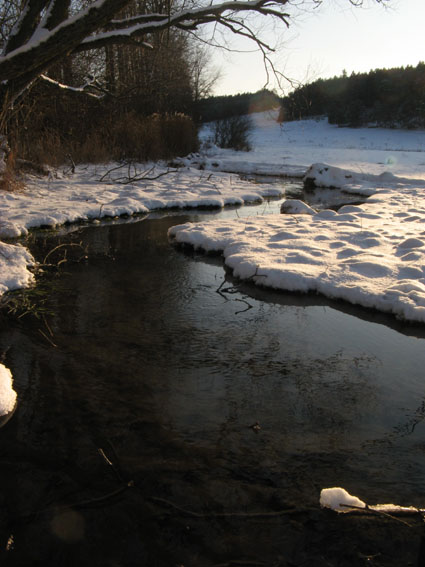
Mošovský potok przed ujściem Rybníka